# Setak
Setak, pseudonimo di Nicola Pomponi (Penne, 22 giugno 1986), è un cantautore, compositore e chitarrista italiano, vincitore nel 2024 della Targa Tenco come migliore album in dialetto per Assamanù e del Premio Nazionale Città di Loano per la Musica Tradizionale Italiana nella categoria Giovani nel 2020 per Blusanza.

## Discografia
- 2019 – Blusanza[2]
- 2021 – Alestalé[3]
- 2024 – Assamanù[1]

## Premi e riconoscimenti
- Premio Nazionale Città di Loano per la Musica Tradizionale Italiana
  - 2020 - Premio Giovani per Blusanza[1]
- Targa Tenco
  - 2024 - Premio come miglior album in dialetto per Assamanù[1]